# Чорна Грязь
Чорна Грязь (рос. Чёрная Грязь, марій. Руш Куптӱр) — присілок у складі Новотор'яльського району Марій Ел, Росія. Входить до складу Чуксолинського сільського поселення.

## Населення
Населення — 83 особи (2010; 98 у 2002).
Національний склад (станом на 2002 рік):
- марійці — 91 %